# Kościół i klasztor pw. św. Franciszka z Asyżu w Jelnej
Kościół i klasztor pw. św. Franciszka z Asyżu w Jelnej – kościół poświęcony w 1974 roku, a klasztor erygowany w 1986 roku. Wspólnota klasztorna została wydzielona z klasztoru OO. Bernardynów w Leżajsku.

## Kościół i Klasztor
W 1969 roku została utworzona parafia przy klasztorze bernardynów w Leżajsku. Wtedy też pomyślano po raz pierwszy o utworzeniu ekspozytury w Jelnej. W czerwcu 1971 roku zbudowano mały drewniany kościółek przy kapliczce Matki Bożej Częstochowskiej. Msze św. odprawiał w niej oddelegowany z Leżajska o. Piotr Kotyła. Jesienią 1971 roku rozpoczęto również budowę murowanego kościoła. Biskup przemyski Ignacy Tokarczuk konsekrował go 1 listopada 1974 roku pod tytułem św. Franciszka z Asyżu.
4 sierpnia 1981 roku erygowano przy tym kościele parafię. W 1984 roku zaczęto budować dom zakonny, który oddano do użytku dekretem prowincjała 11 listopada 1986 roku.
Kościół filialny w Judaszówce
W latach 1988–1992 zbudowano kościół filialny w przysiółku Judaszówce pw. Podwyższenia Krzyża Świętego, który został poświęcony 26 września 1992 roku przez biskupa Ignacego Tokarczuka. W Judaszówce jest 400 wiernych.
Kościół filialny w Łukowej
W latach 1991–1995 zbudowano kościół filialny w Łukowej pw. Miłosierdzia Bożego, który został poświęcony 7 maja 1995 roku przez biskupa Stefana Moskwę. 21 grudnia 2003 roku świątynia w Łukowej wraz z kościołem filialnym leżajskiej parafii bernardynów w Przychojcu weszły w skład Rektoratów, które 1 stycznia 2012 roku zostały połączone w parafię Dobrego Pasterza w Przychojcu-Łukowej pod duszpasterską opieką księży diecezjalnych.